# Sticks and Stones Tour
Sticks + Stones Tour é a turnê de estreia da cantora inglesa Cher Lloyd, em suporte ao álbum Sticks + Stones.

## Antecedentes
Em novembro de 2011, Lloyd anunciou 12 shows no Reino Unido, com os ingressos começando a ser vendidos no dia 25 do mesmo mês. Em dezembro de 2011 duas novas datas foram anunciadas, devido à grande demanda por ingressos.

## Bandas de Abertura
- SD-JEM[3]
- No Lights At Lockdown[4]

## Repertório
1. "Dub On The Track"
2. "Grow Up"
3. "Love Me For Me"
4. "Over The Moon"
5. "Superhero"
6. "With Ur Love"
7. "End up Here"
8. "Beautiful People"
9. "Breathing" (cover de Jason Derülo)
10. "Dancing on My Own" (cover de Robyn)
11. "Complicated" (cover de Avril Lavigne)
12. "Swagger Jagger"
13. "Playa Boi"
14. "OMG" (cover de Usher)
15. "Talkin' That"
16. "Want U Back"

## Datas
| Datas               | Cidade      | País       | Local                     |
| ------------------- | ----------- | ---------- | ------------------------- |
| Europa              |             |            |                           |
| 29 de março de 2012 | Folkestone  | Inglaterra | Leas Cliff Hall           |
| 30 de março de 2012 | Norwich     | Inglaterra | University of East Anglia |
| 31 de março de 2012 | Leeds       | Inglaterra | O2 Academy Leeds          |
| 2 de abril de 2012  | Glasgow     | Escócia    | O2 Academy Glasgow        |
| 3 de abril de 2012  | Newcastle   | Inglaterra | O2 Academy Newcastle      |
| 4 de abril de 2012  | Liverpool   | Inglaterra | O2 Academy Liverpool      |
| 6 de abril de 2012  | Manchester  | Inglaterra | Manchester Academy        |
| 7 de abril de 2012  | Birmingham  | Inglaterra | HMV Institute             |
| 8 de abril de 2012  | Londres     | Inglaterra | IndigO2                   |
| 10 de abril de 2012 | Bristol     | Inglaterra | O2 Academy Bristol        |
| 11 de abril de 2012 | Bournemouth | Inglaterra | O2 Academy Bournemouth    |
| 12 de abril de 2012 | Nottingham  | Inglaterra | Rock City                 |
| 14 de abril de 2012 | Swindon     | Inglaterra | Oasis Leisure Centre      |
| 15 de abril de 2012 | Londres     | Inglaterra | O2 Shepherds Bush Empire  |